# خضرلو (تشالدران)
خضرلو (بالفارسية: خضرلو) هي قرية تقع في أذربيجان الغربية في إيران. يقدر عدد سكانها بـ 416 نسمة بحسب إحصاء 2016.